# Professor Moriarty

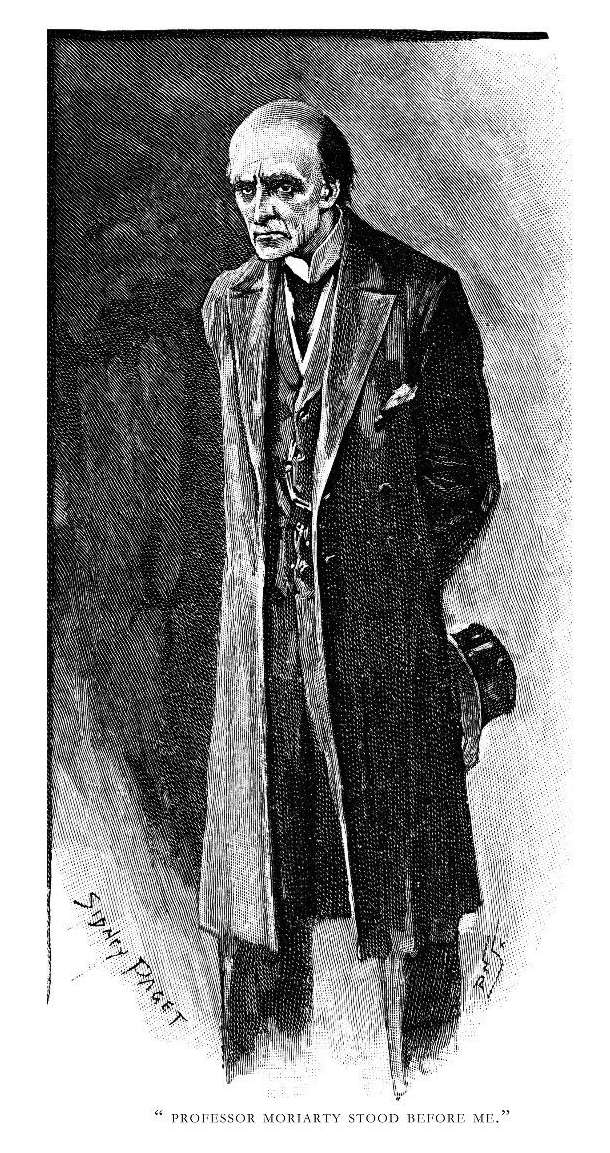
Professor Moriarty, como imaginado por Paget

Professor Moriarty nascido em 25 de agosto de 1850, é um personagem de ficção, representando o maior inimigo do detetive Sherlock Holmes. Moriarty é um gênio do crime, descrito por Holmes como o "Napoleão do Crime" (T. S. Eliot usaria mais tarde a mesma expressão, numa homenagem, para descrever Macavity em Old Possum's Book of Practical Cats). Nunca se soube o primeiro nome do Prof. Moriarty. Embora muitos digam que seu primeiro nome fosse James, isso não está correto pois como o próprio conto diz o Coronel James Moriarty era irmão do Prof. Moriarty. James Moriarty escreveu cartas, que segundo o Dr. Watson, amigo, biógrafo e narrador dos contos de Sherlock Holmes, são "uma perfeita subversão dos fatos".
O Professor Moriarty apareceu pela primeira vez na história O Problema Final (The Adventure of the Final Problem) de Sir Arthur Conan Doyle, na qual Holmes, prestes a dar o golpe de misericórdia na organização de Moriarty, é forçado a fugir para o continente para escapar da vingança de Moriarty. Este o persegue, e após um combate violento, ambos caem agarrados um ao outro, do topo das Cataratas de Reichenbach, em Meiringen, perto de Berna, na Suíça, sem deixar vestígios. Holmes acaba reaparecendo no conto A Casa Vazia (The Adventure of the Empty House), com a engenhosa explicação que somente Moriarty havia caído, e como Holmes tinha outros perigosos inimigos, ele havia simulado sua morte para poder investigá-los melhor.